# Лис Микита (журнал)
«Лис Микита» — український сатирично-гумористичний журнал, котрий видавався протягом 1950-90-х років у Детройті, США з ініціативи українського мистця-емігранта Едварда Козака.
В 2019 українець з Канади Роман Скаськів передав до Музею української діаспори добірку часопису

«Лис Микита» виходив на 8-10 сторінках. Уміщував низку дотепних карикатур та в жанрі сатири і гумору порушував проблеми життя української еміграції і суспільно-політичного становища України. 
Всього вийшло близько 480 чисел журналу.